# Pfarrkirche Prinzendorf an der Zaya

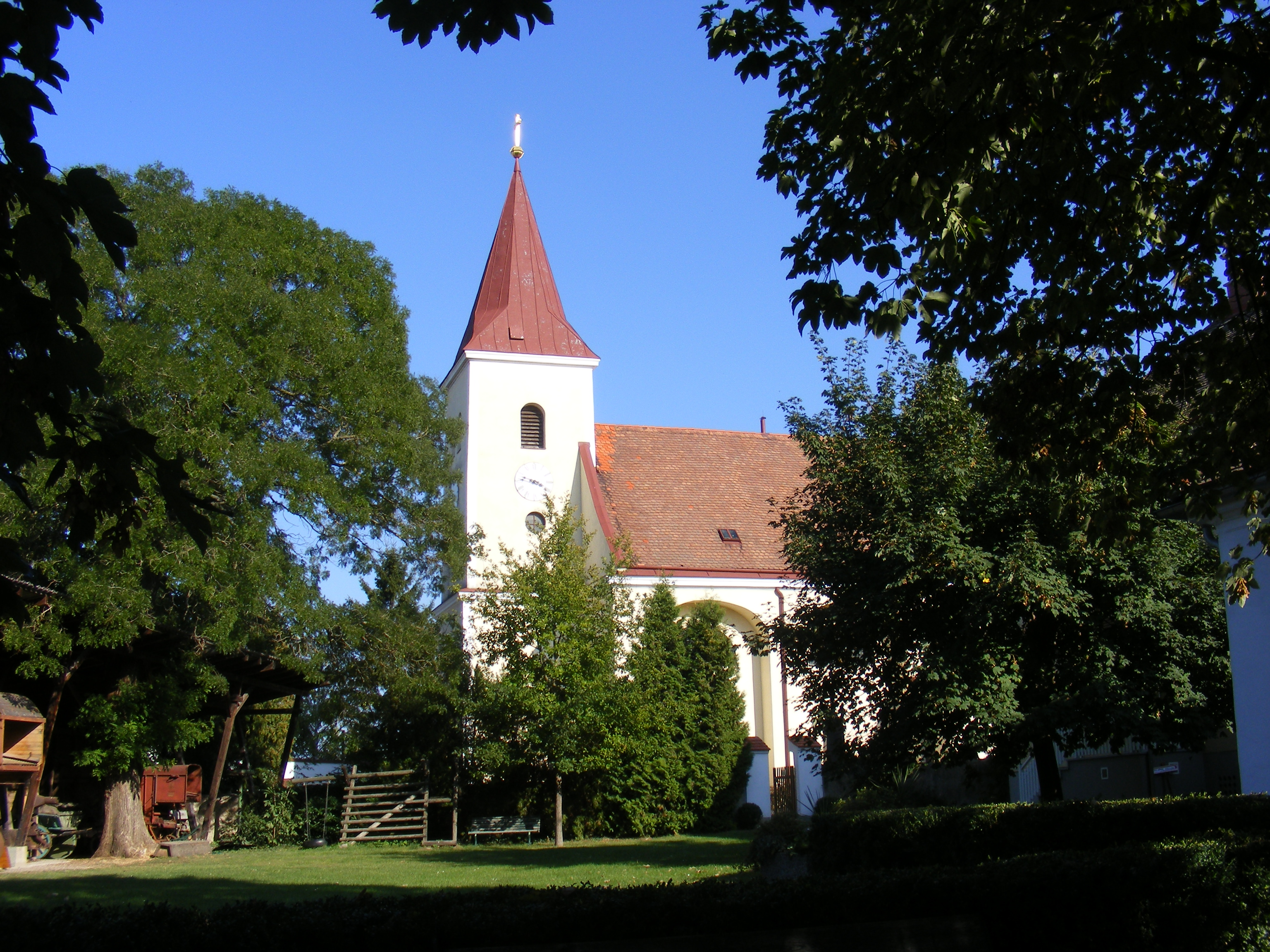
Katholische Pfarrkirche hl. Markus in Prinzendorf an der Zaya

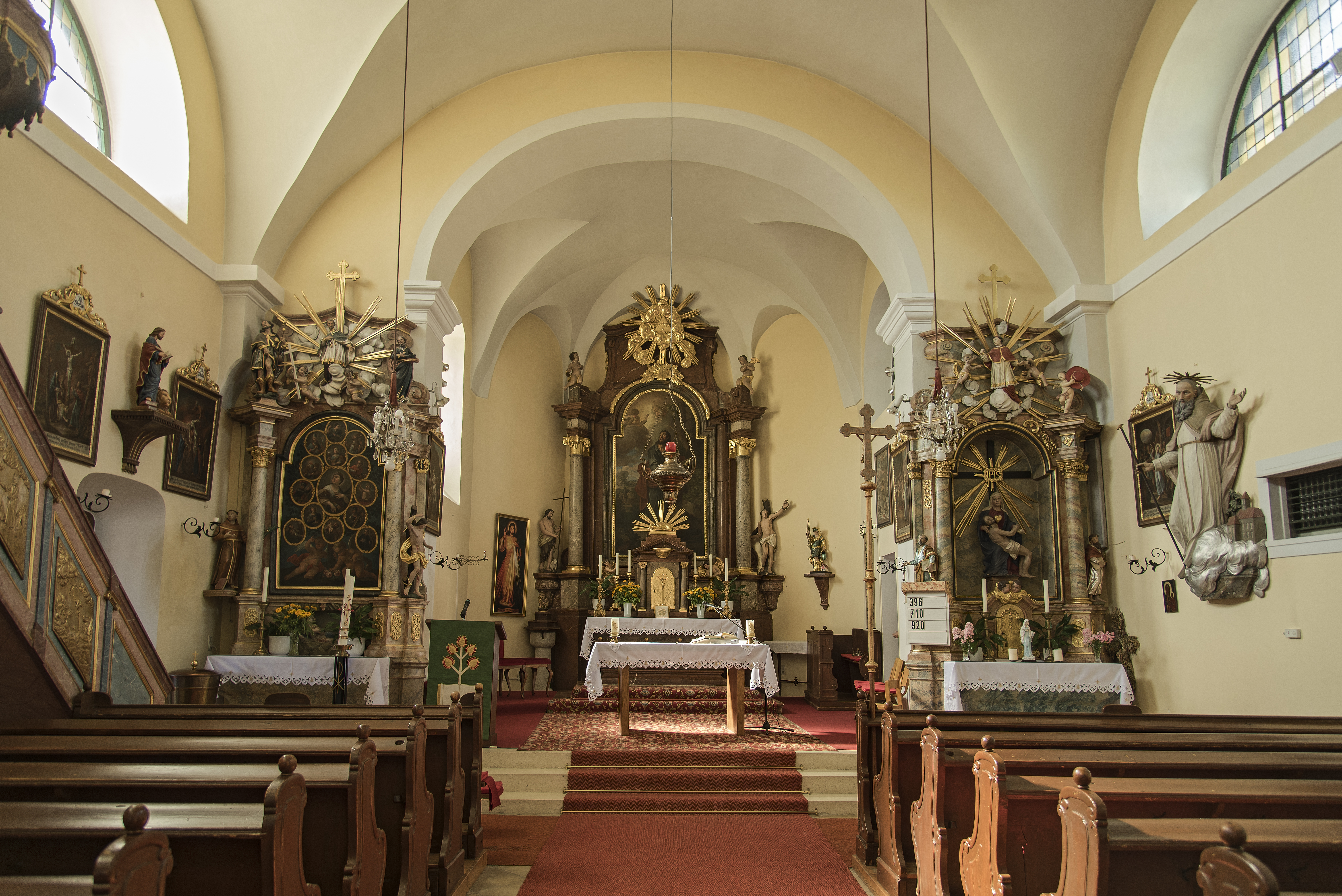
Langhaus, Blick zum Chor

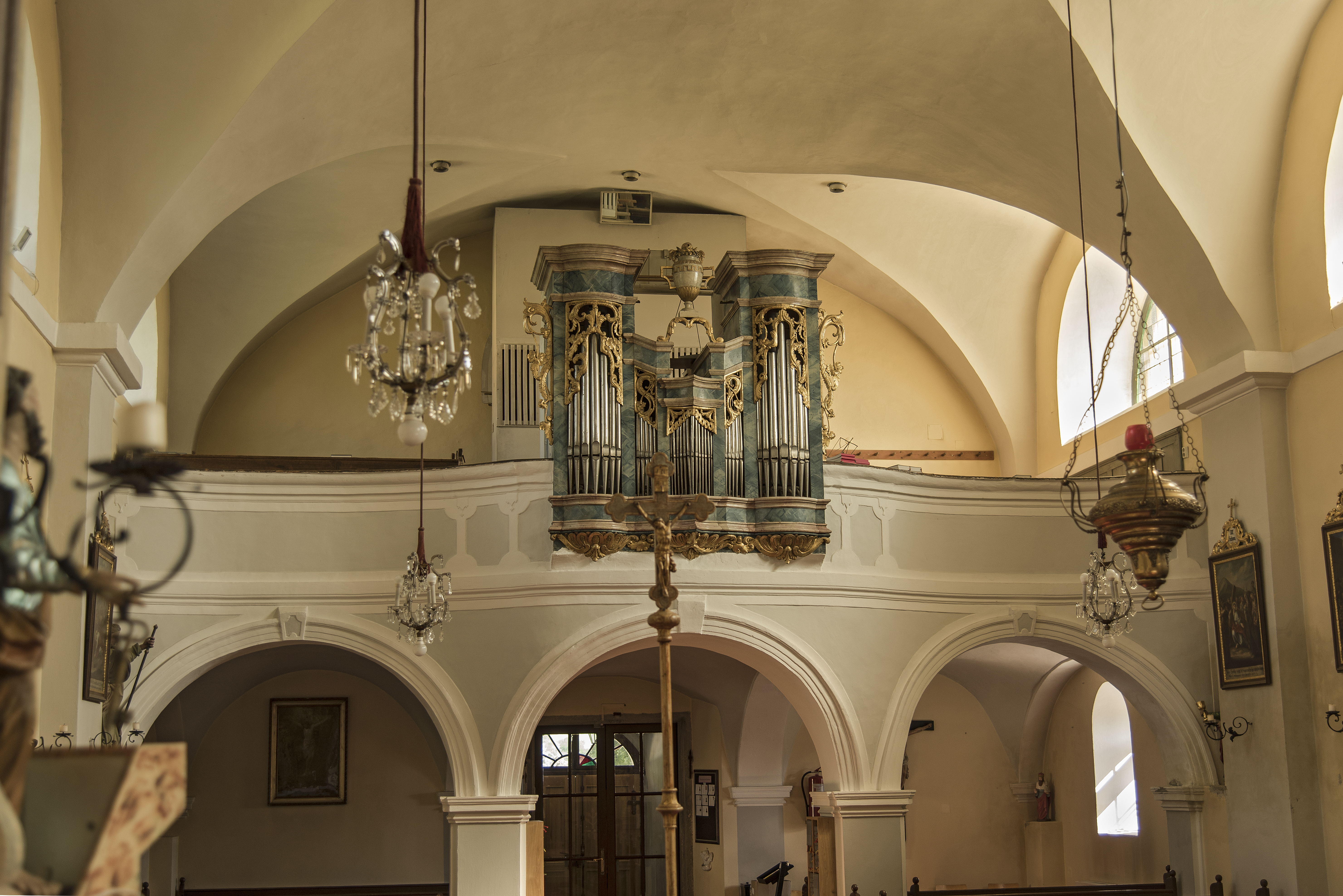
Langhaus, Blick zur Empore

Die römisch-katholische Pfarrkirche Prinzendorf an der Zaya steht auf einer Anhöhe im Süden der Ortschaft Prinzendorf an der Zaya der Gemeinde Hauskirchen in Bezirk Gänserndorf in Niederösterreich. Die dem Patrozinium des Heiligen Markus unterstellte Pfarrkirche gehört zum Dekanat Zistersdorf in der Erzdiözese Wien. Die Kirche steht unter Denkmalschutz (Listeneintrag).

## Geschichte
Die Pfarre wurde 1661 gegründet.
Der gotische Kernbau entstand im 15. Jahrhundert. Von 1693 bis 1695 erfolgte ein barocker Umbau mit einer Umorientierung von Norden nach Süden.

## Architektur
Der weithin sichtbare im Kern mittelalterliche Barockbau ist von einem Friedhof umgeben.
Die nördliche Turmfassade hat eine schlichte Fassadengliederung, der vorgestellte viergeschoßige Turm hat rundbogige Schallfenster und trägt einen Spitzhelm. Das seitliche Langhaus zeigt rundbogige Nischen zwischen verbundenen Strebepfeilern und in den Zwischenfeldern große Lunettenfenster. Am eingezogenen Chor steht westlich eine zweigeschoßige Sakristei von 1740.
Das Kircheninnere zeigt ein dreijochiges Langhaus unter einem Tonnengewölbe mit Stichkappen auf flachen Wandvorlagen, die dreiteilige platzlunterwölbte Empore hat eine geschwungene Brüstung mit einer Putzfeldgliederung. Der Triumphbogen ist korbbogig. Der leicht erhöhte schmälere einjochige Chor hat ein Tonnengewölbe mit Stichkappen und einen Dreiachtelschluss.

## Einrichtung
Der Hochaltar aus dem vierten Viertel des 18. Jahrhunderts wurde aus der Dorotheerkirche in Wien hierher übertragen, er zeigt das Altarblatt hl. Markus von 1737 und trägt die Figuren der Heiligen Johannes der Täufer und Sebastian. Auf der freistehenden Mensa befindet sich ein Tabernakel mit adorierenden Engeln.
Die Seitenaltäre entstanden in der zweiten Hälfte des 18. Jahrhunderts. Der linke Seitenaltar zeigt das Altarbild Vierzehn Nothelfer und trägt die Figuren der Heiligen Johannes Nepomuk, Rochus, Franz Xaver, Antonius von Padua, Floria, im Sockel Rosalia. Der rechte Seitenaltar trägt die Schnitzfigur Pietà und die Figuren der Heiligen Peter und Paul, Karl Borromäus und im Auszug die Vier Kirchenväter.
Die Kanzel entstand in der Mitte des 18. Jahrhunderts, sie zeigt am Korb Reliefs mit biblischen Szenen, die eherne Schlange, Moses schlägt Wasser aus dem Felsen, Erzengel Raphael und Tobias, Samariterin am Jakobsbrunnen, König David mit Harfe und auf dem Schalldeckel eine allegorische Figur des Glaubens.
Die barocken Kreuzwegbilder schuf Matthias Rathammer 1780. Die barocken Figuren der Heiligen Romuald, Alexius, Barbara und Sebastian entstanden im dritten Viertel des 18. Jahrhunderts. Ein barockes Bild hl. Wendelin entstand in der zweiten Hälfte des 18. Jahrhunderts.
Das Orgelgehäuse schuf Josef Silberbauer 1795, es beinhaltet ein Werk mit 9 Registern von Johann M. Kauffmann 1907.

## Grabdenkmäler
- Im Friedhof stehen 16 barocke Grabsteine von 1708 bis 1766, überwiegend als schlichte Steinkreuze, ein Kreuz mit einem Relief Maria als Fürbitterin der Armen Seelen.
- Denkmal für Pfarrer Johann Eberhard Jungblut (1722–1795), der die Erdäpfelkultur in Niederösterreich heimisch machte, im Jahr 1834 errichtet.